# لاسه مارتنسون
لاسه مارتنسون (به انگلیسی: Lasse Mårtenson) (زاده ۲۴ سپتامبر ۱۹۳۴-درگذشته ۱۴ می ۲۰۱۶) خواننده فنلاندی بود.
او نماینده فنلاند در یوروویژن ۱۹۶۴ بود.